# Línea 6 (Metro de Barcelona)
La Línea 6 del Metro de Barcelona es un servicio de ferrocarril metropolitano subterráneo integrado en la red del Metro de Barcelona y que forma parte de la Línea Barcelona-Vallès de Ferrocarriles de la Generalidad de Cataluña, compartiendo infraestructura con cuatro servicios más. La línea es heredera del ramal de Reina Elisenda del Tren de Sarriá que construyó en 1954 la Compañía del Ferrocarril de Barcelona en Sarriá (FBS) y que fue posteriormente soterrada.
La línea por donde circula podría considerarse de las más antiguas líneas de ferrocarril urbano del mundo, ya que el Ferrocarril de Sarriá a Barcelona (o simplemente tren de Sarriá), en superficie, a tracción de vapor, y en ancho de vía ibérico, fue inaugurado en 1863, conectando Barcelona con las villas (entonces independientes) de Gracia, San Gervasio y Sarriá, cuando apenas hacía nueve años que las murallas de Barcelona habían sido derribadas. La extensión del Ensanche y la consolidación de la urbanización de la llanura de Barcelona hicieron que se decidiese soterrar el tramo barcelonés a partir de 1929. En 1976 se finalizó el ramal hacia Reina Elisenda.
Desde 2016, debido a las obras de accesibilidad de la estación de Sarrià, el ramal de la L6 hacia Reina Elisenda se opera de forma independiente en forma de lanzadera, llamada L12.
La línea comparte túneles con el resto de servicios de FGC hasta la estación de Plaza de Cataluña y con la línea L7 hasta Gracia, donde esta se bifurca hasta la estación de Av. Tibidabo.

## Características generales
La línea 6 es una línea operada por Ferrocarriles de la Generalidad de Cataluña (FGC). El trazado de la línea, que une Barcelona-Plaza Cataluña y la Estación de Gràcia, es de doble vía soterrada.
Tradicionalmente las líneas urbanas de FGC (L6, L7 y L8) no se han considerado parte del metro de Barcelona hasta la integración tarifaria en 2001 de toda la red de transportes de la primera corona del área metropolitana de Barcelona. Así, en 2003 se llevó a cabo el cambio de nomenclatura de estas líneas, pasando de U6, U7 y S3 a L6, L7 y L8, lo cual también trajo consigo un aumento de la frecuencia de paso.
El Centro de Operaciones de Rubí actúa como cocheras y taller central de la línea Barcelona-Vallès y centro de mando de la circulación ferroviaria. Anteriormente las cocheras y talleres se encontraban en las cocheras de Sarrià, pero estas fueron desmanteladas en 2004 para ser centralizadas en el centro de Rubí.
Actualmente circulan trenes de las series serie 112 y 113. La línea 6 tiene una longitud de 4,7 kilómetros y nueve estaciones. El global de la línea Barcelona-Vallès de la zona 1 de la ATM en 2010 tuvo un total de 29 millones de pasajeros, según la Autoridad del Transporte Metropolitano.
El servicio cuenta con una frecuencia de paso de entre 2 y 6 minutos dependiendo del tramo y de la hora.

### Estaciones
Todas las estaciones presentan andenes laterales excepto Sarrià, la Bonanova y Muntaner, que cuentan con un andén central. Un 90% de las estaciones de la línea Barcelona-Vallès están adaptadas a personas con movilidad reducida.
Hay un total de dos estaciones con correspondencia con otras líneas de metro de TMB y trenes de cercanías y regionales y seis estaciones con enlaces con otros servicios de FGC:
| Estación        | Metro | Otros |
| --------------- | ----- | ----- |
| Sarriá          | obras |       |
| Las Tres Torres |       |       |
| La Bonanova     |       |       |
| Muntaner        |       |       |
| Sant Gervasi    |       |       |
| Gràcia          |       |       |
| Provenza        |       |       |
| Pl. Cataluña    |       |       |

## Historia

### Tren de Sarrià

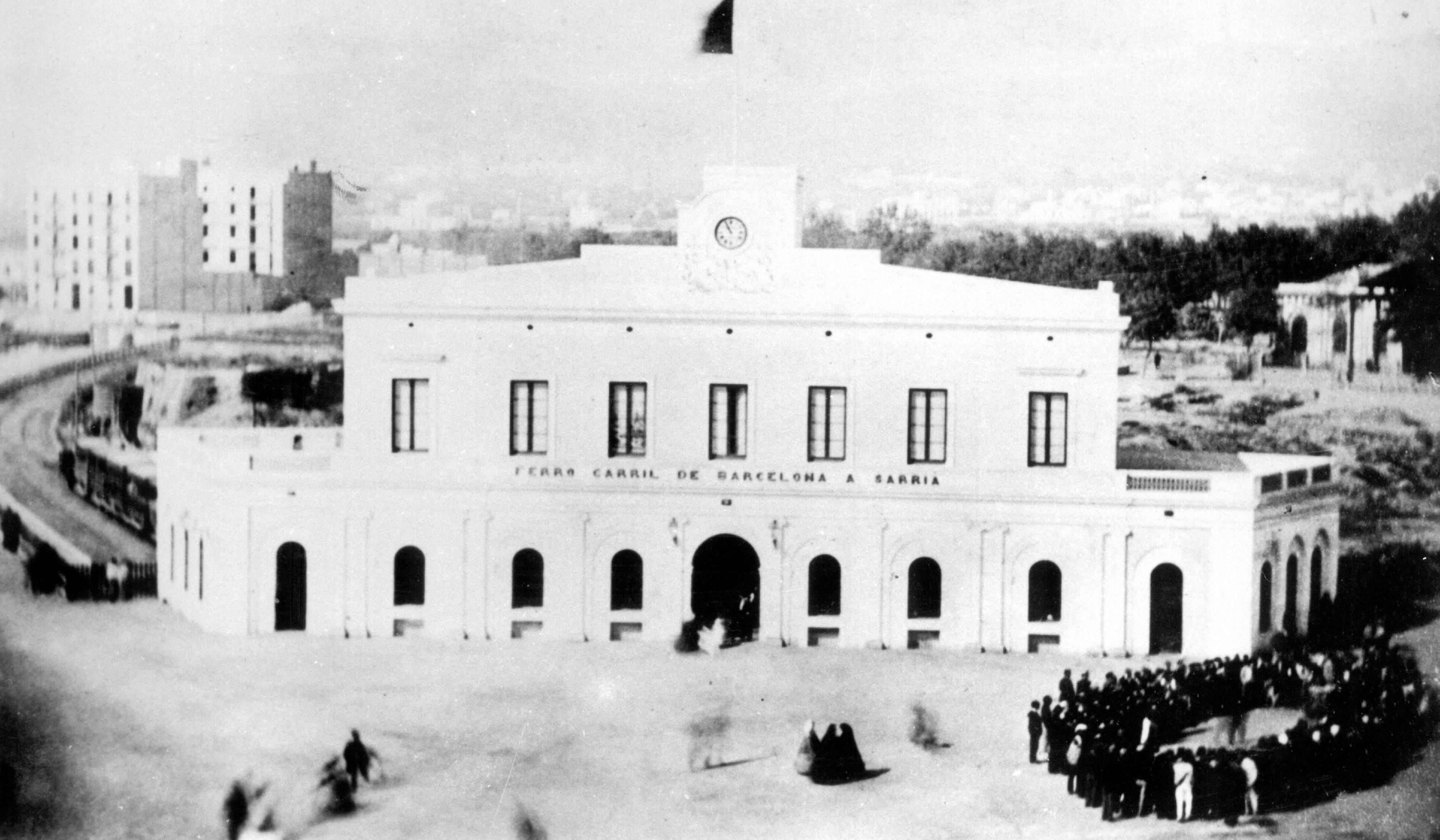
Antigua estación de Plaza de Cataluña, terminal del Ferrocarril de Sarriá.

El Ferrocarril de Sarriá a Barcelona, popularmente conocido como «Tren de Sarrià» — construido por la Compañía del Ferrocarril de Barcelona a Sarrià — fue inaugurado en 1863 con tracción a vapor, en superficie y ancho ibérico antiguo (1672 mm). La concesión de la línea fecha del año 1856 y tenía una longitud de 4,72  km con el fin de unir Barcelona con los municipios de Gracia, San Gervasio de Cassolas y Sarriá. El proyecto inicial se replanteó, ya que cortaba por la mitad las islas proyectadas por Ildefons Cerdà, haciendo que pasara por la calle de Balmes y Vía Augusta.
La línea gozó de gran éxito y sin embargo, el año 1874 la empresa fue absorbida por una nueva sociedad llamada Ferrocarril de Sarriá a Barcelona debido a su gran acumulación de deudas. En 1905 se llevaron a cabo trabajos para electrificar el tren y se adaptó el ancho de la vía al estándar (1435 mm).
A lo largo del tiempo FBS aumentó el número de estaciones con la construcción de más apeaderos en Provenza en 1882, la Bonanova (1887) y Muntaner (1908).

### Compra del Tren de Sarrià

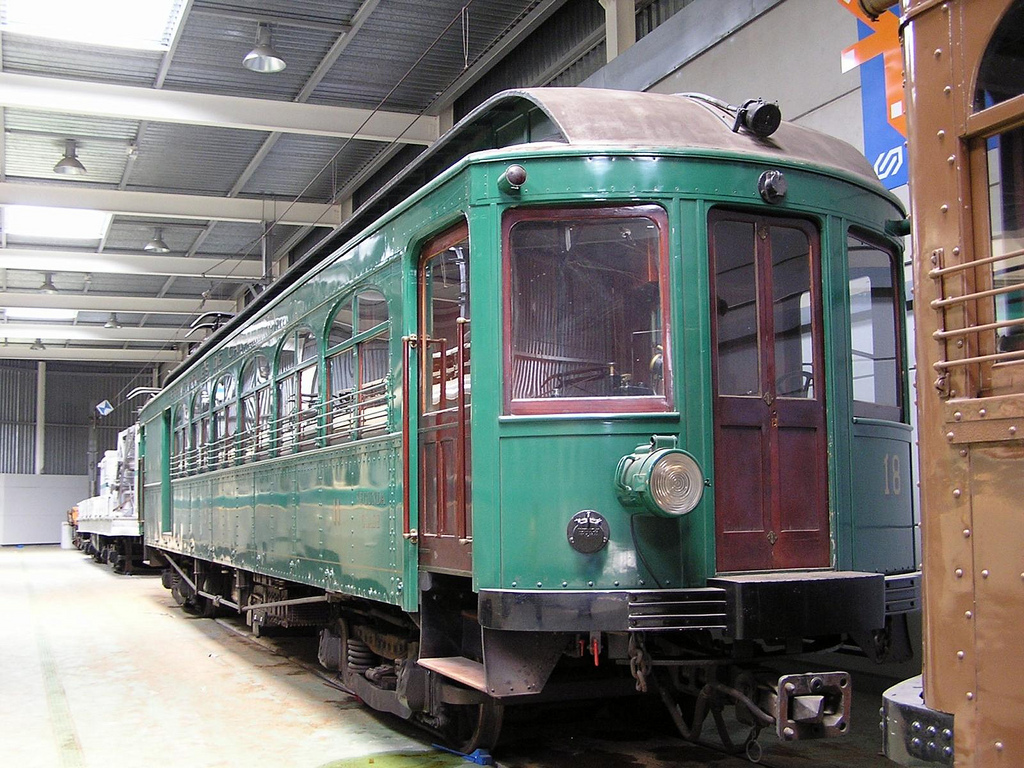
Brill número 18 de «Ferrocarriles Catalanes» (FCC).

A pesar de la existencia del Ferrocarril Barcelona-Zaragoza (vía Tarrasa y Sabadell) que une el Vallés Occidental con Barcelona desde 1855, el gran crecimiento de Barcelona y de estos municipios hacía patente la necesidad de una comunicación más directa. Desde mediados del siglo XIX y hasta finales de siglo, hubo varios proyectos para la construcción de servicios ferroviarios entre Barcelona y el Vallés, que por diversas razones no se llevaron a cabo.
Se le otorgó a Carles Emili Montañès la concesión de la creación un ferrocarril entre Sarriá y Planes de Vallvidrera, que circularía en terrenos reversibles al Estado. Montañès no disponía de apoyo financiero, así que buscó la colaboración del Doctor Frederick Stark Pearson. Así, el tramo entre Sarriá y Barcelona se haría con la adquisición del Tren de Sarriá de FSB.
En 1912 se constituía Ferrocarriles de Cataluña S.A. (FCC). La empresa comenzó las actuaciones para ampliar el Tren de Sarriá hacia el Vallés con el inicio de las obras del túnel de Vallvidrera en mayo, y entre Les Planes y San Cugat al año siguiente.
En 1917 llegaba el ferrocarril a San Cugat, En 1921 a la estación de Tarrasa (ahora llamada Tarrasa-Rambla), y en la estación de Sabadell-Rambla no llegó hasta el 1925, ya que el consistorio presionó para que la línea fuera subterránea.

### Soterramiento del Tren de Sarriá

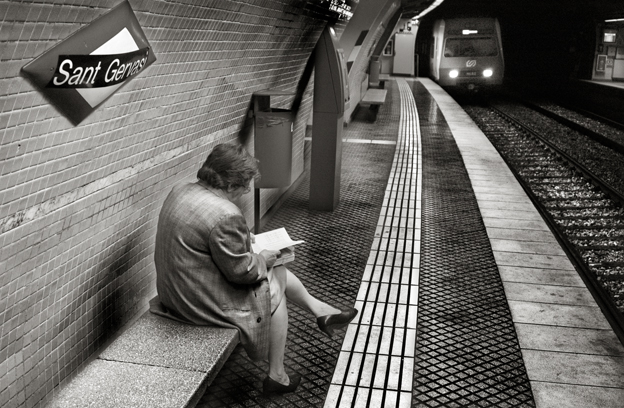
Andenes de la estación de Sant Gervasio.

Con los años el Tren de Sarriá se convirtió, según el Ayuntamiento de Barcelona de la época, en «una molestia para el desarrollo de Barcelona y un peligro constante para la circulación» así que su soterramiento ya se contemplaba en el "Plan general de Enlaces" del año 1917. Así que, en la década de 1920 se iniciaron las obras para soterrar el ferrocarril bajo la calle de Balmes.
1924 fue el año con mayor número de viajeros de la línea hasta el momento, pero el tráfico fue disminuyendo debido a las molestias por las obras de soterramiento del Tren de Sarriá, que habían obligado a cambiar el emplazamiento habitual de las estaciones de Barcelona y Gracia. En 1929 se abría el tramo subterráneo entre Plaza Cataluña y Muntaner.
En 1952 se terminaron las principales obras de soterramiento del Tren de Sarrià, en 1959 se inauguraba la segunda nave de la estación de Plaza Cataluña y en 1976 el ramal de Reina Elisenda.
También se realizaron otras mejoras como la instalación de nuevas subestaciones transformadoras de electricidad en Sarrià y Sant Cugat (1966-1972) o la creación del Control de Tráfico Centralizado en Sant Cugat en 1973.

### Ramal de Reina Elisenda
El ramal de Reina Elisenda parte de la línea general en la estación de Sarriá hasta la estación de Reina Elisenda, siendo esta última la única estación de dicho ramal. Las obras fueron costosas por el refuerzo que se llevó a cabo de los fundamentos de la iglesia de San Vicente de Sarriá. En la estación de Sarrià se construyeron dos vías para la continuación del Tren de Sarriá hacia Reina Elisenda y dos vías para los trenes de Ferrocarriles de Cataluña.
Durante la construcción del ramal se cubrieron algunos tramos que no habían sido cubiertos hasta ese momento, como la estación de Sarrià en Vía Augusta, suponiendo la remodelación de esta estación con la previsión de poder prolongar posteriormente la línea hasta Esplugas de Llobregat. El ramal se puso en funcionamiento en 1976 coincidiendo con la fiesta mayor de Sarriá, suponiendo un coste de 140 millones de pesetas para un recorrido de 500 metros.

### Clausura y transferencia a FEVE
Las compañías Ferrocarril de Sarriá a Barcelona (FSB) y Ferrocarriles de Cataluña (FCC) a partir de la década de 1970 empezaron a sufrir problemas financieros debido a la inflación y el aumento de los gastos de explotación. En 1977 después de pedir subvenciones a diferentes instituciones, se solicitó el rescate de la concesión de las líneas urbanas, pero la Ayuntamiento de Barcelona denegó la petición.
Durante el año 1977 los comités de empresa de FSB y FCC organizaron huelgas para que su salario fuera similar a los trabajadores de otras empresas de transportes. La empresa, a pesar de aumentar precios, había tenido pérdidas y ya no se veía viabilidad a la continuación de la prestación del servicio. El Ministerio de Obras Públicas del Gobierno de España planteó la posibilidad de traspasar el servicio a Ferrocarriles de Vía Estrecha (FEVE), pero los trabajadores no estaban de acuerdo y planteaban la creación de un consorcio.
El 23 de mayo de 1977, Ferrocarriles de Cataluña anunció la clausura de su red a partir del 20 de junio. El 17 de junio de 1977 se transfirieron por Real Decreto las líneas a FEVE de forma provisional, mientras el Ministerio de Obras Públicas del Gobierno de España, la Diputación de Barcelona, la Corporación Metropolitana de Barcelona y el Ayuntamiento de Barcelona estudiaban el régimen de explotación de esta red. Debido a la indefinición, se produjo una degradación del material y las instalaciones de Ferrocarriles de Cataluña, que en algún momento provocaron la paralización de la explotación. Posteriormente, el Gobierno de España decidió traspasar la infraestructura a la Generalidad de Cataluña en 1978. Mientras dependió de FEVE, el Ministerio de Obras Públicas tenía un proyecto para reestructurar los servicios y cerrar el Martorell-Igualada.

### Creación de FGC y mejoras

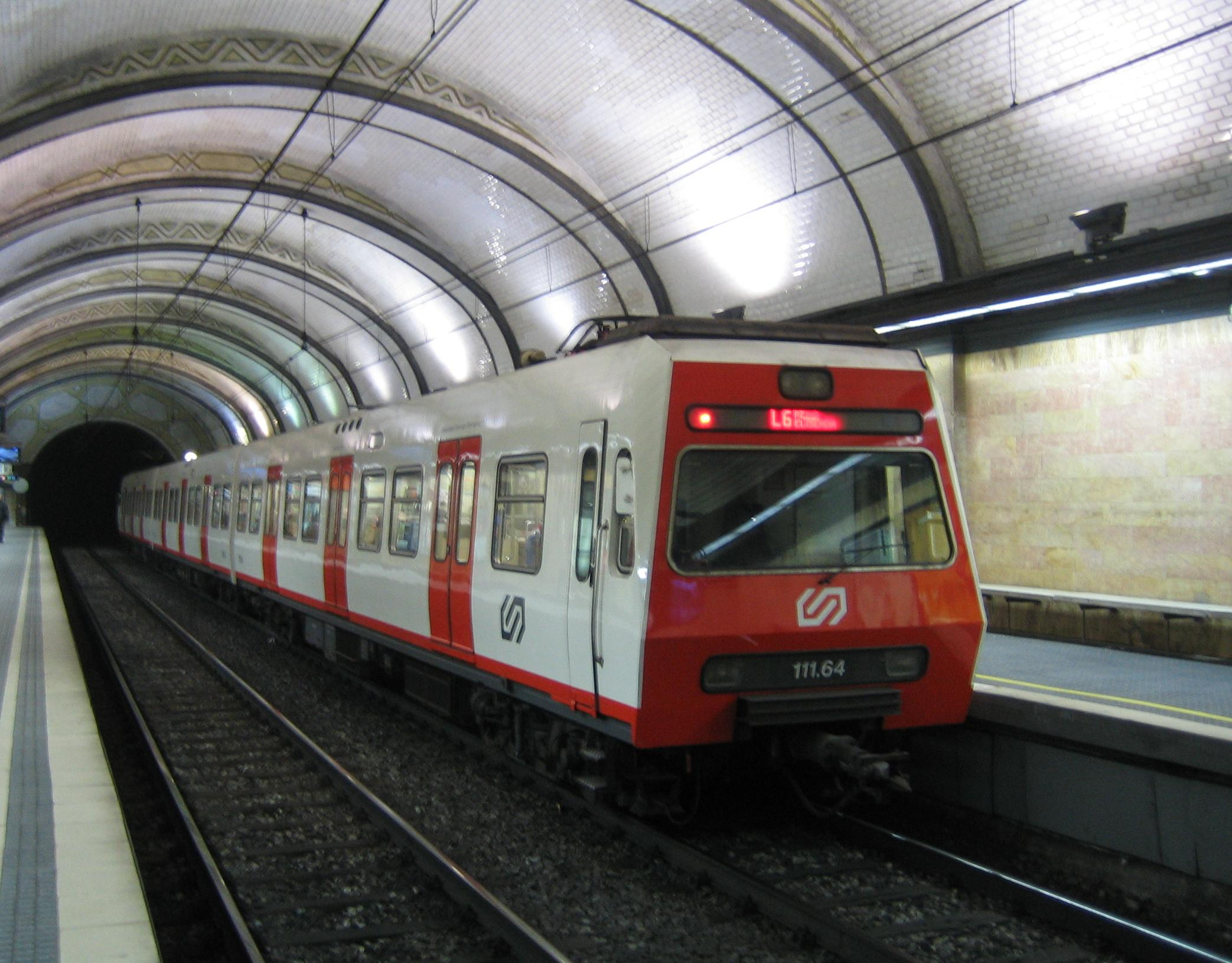
Tren de la serie 111 haciendo un servicio en la estación de Provenza.

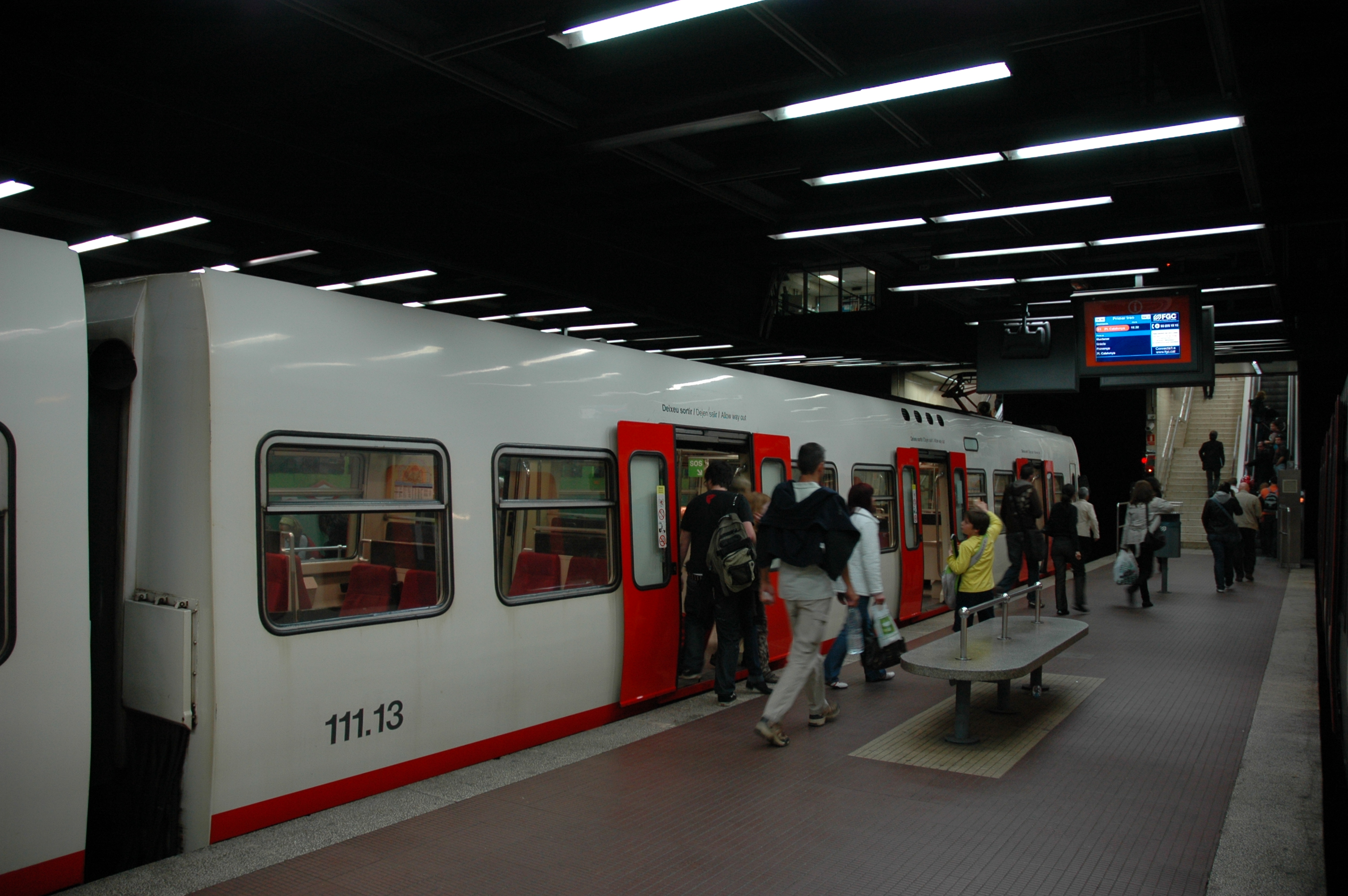
Andenes de la Línea 6 en la estación de Sarrià.

Con la reinstauración de la Generalidad de Cataluña, el Gobierno de España decidió traspasar a la Generalidad la gestión de las líneas explotadas por FEVE en Cataluña, con lo cual las líneas procedentes de Ferrocarriles Catalanes pasaron a explotarse a través del Departamento de Política Territorial y Obras Públicas. En, 1979, con la creación de la empresa Ferrocarriles de la Generalidad de Cataluña (FGC), la infraestructura pasó a gestionarse a través de esta empresa.
A partir de 1978 se impulsó una gran modernización de la línea debido a su estado deficiente. En julio de 1996 se integraron las líneas bajo la marca Metro del Vallés, lo que se traducía en un aumento de los servicios y frecuencia de paso de los trenes, acompañado de un cambio de imagen. En cuatro meses el aumento de pasajeros fue de medio millón de personas en los servicios de la Línea Barcelona-Vallés. supuso la inversión de 15.000 millones de pesetas. Los servicios se numeraron, Los servicios se numeraron, empezando a utilizar el color violeta y la identificación «U6» (U por urbano)
En 2003, junto con la puesta en funcionamiento de la línea 11, la U6 se decide integrar dentro de la red del Metro de Barcelona, pasando a formar parte de la numeración del suburbano y adquiriendo así su nombre actual: «L6».

### Cola de maniobras de Plaza Cataluña
La cola de maniobras de la estación de Estación de Plaza Cataluña es un proyecto para llevar a cabo una mejora en las frecuencias en los servicios de la línea Barcelona-Vallés. Inicialmente había dos alternativas: La primera era partir de la estación, cruzar la Rambla, seguir bajo la calzada de la Plaza de Cataluña en dirección Paseo de Gracia hasta el cruce con Ronda de San Pedro; la segunda era seguir recto por la calle de Fontanella hasta la plaza de Urquinaona.
La opción elegida no puede hipotecar una futura prologanción, ya que la cola de maniobras podría ser el inicio de un nuevo túnel hacia el Vallés, ya sea, para realizar el "Lazo de Gracia" y un gran intercambiador en Paseo de Gracia con las líneas L1, L2, L3, L4 y Cercanías, o la prolongación hacia el Poblenou y el túnel de Horta. Las dos opciones afectarían a restos de la muralla medieval y las dos son complejas para salvar (en caso de prolongación) líneas de metro y de Adif.
Actualmente las frecuencias son de dos minutos y la obra permitiría frecuencias un minuto y medio, pasando de los 32 trenes por hora actuales a los 40, mejorando en un 30% la capacidad de la Línea Barcelona-Vallés.
El DPTOP recomendaba el proyecto de Fontanella y los estudios así lo confirmaban. En agosto de 2008 el DPTOP inició el proceso de información pública del estudio informativo y del estudio ambiental de la nueva cola de maniobras. Esta sería de 750 metros de longitud a 18 metros de profundidad prolongando las vías 1 y 2 hasta la plaza de Urquinaona, con capacidad de estacionar tres trenes. Esto suponía una inversión de 108 millones de euros, que incluía la remodelación de la estación y ampliación de los túneles de acceso. Se construiría en mina, desde un pozo de explotación situado en la Plaza de Urquinaona, para minimizar las afectaciones en superficie. En enero de 2009 se adjudicó la redacción del proyecto constructivo.
En agosto del 2011 se conoció que no se construiría la nueva cola de maniobras y el nuevo gobierno de la Generalidad de Cataluña estudiaba alternativas para aumentar las frecuencias de trenes. El nuevo gobierno del Ayuntamiento de Barcelona tampoco veía bien este proyecto, aduciendo a las afecciones en superficie que causaría en un punto central de la ciudad. Una de las posibilidades era reducir el servicio de la L7 para que fuese una lanzadera entre estación de Gracia y Avinguda Tibidabo.
La creación del lazo ferroviario de Gracia se llevaría a cabo con la prolongación de la cola de maniobras de Plaza de Cataluña y la creación del Intercambiador Central de Barcelona.

### Proyecto cancelado de línea 12
La línea 12 fue un proyecto de la Generalidad de Cataluña que en la práctica era una extensión de la línea 6, ya que conectaría la estación de Sarrià con Castelldefels a través del túnel del ramal de Reina Elisenda de la L6,, ramal realizado en la década de 1970 con la previsión de prolongarlo en el futuro hasta Esplugas de Llobregat.
Se añadió al Plan Director de Infraestructuras 2001-2010 en el último momento, definiendo una línea con 26 km de longitud que contaría con veintitrés estaciones. Su coste se presupuestó en 1000 millones de euros y se planeó que podría estar finalizada en el año 2008.
En 2005 se replanteó el proyecto. Una alternativa era la creación de un metro semiligero entre Castelldefels y San Baudilio o Cornellá de Llobregat, donde enlazaría con las Cercanías de Barcelona y los trenes FGC. También se planteó la prolongación de la línea 1 a San Baudilio de Llobregat desde El Prat de Llobregat. Finalmente se sustituyó por dos proyectos, la prolongación de la L3 hasta San Felíu de Llobregat, la línea Castelldefels-Cornellá para Cercanías que aparece en el Plan de Cercanías Barcelona 2008-2015 elaborado por Ministerio de Fomento.
Por su parte, la línea 6 se alargaría en tres estaciones hasta Finestrelles-Sant Joan de Déu con un trazado similar al que se había planteado para la línea 12.
Finalmente la L12 se inauguró el 12 de septiembre de 2016 con funciones de tren lanzadera independiente entre Sarriá y Reina Elisenda.

## Futuras ampliaciones

Líneas L6 y L7 junto a la prolongación de la L6.

En el PDI 2001-2010, la actuación AX17 planteaba la construcción de la llamada línea 12. En la revisión posterior se sustituyó esta por el AX17a (prolongación de la L3) y la AX17b. Esta última suponía prolongar la línea 6 hasta Esplugas de Llobregat como ya se contemplaba cuando se construyó el ramal de Reina Elisenda.
En el PDI 2009-2018 se recoge la misma actuación: prolongación de la línea 6 en 2,7 km entre Reina Elisenda y Finestrelles-Sant Joan de Déu con la construcción de tres estaciones en Pedralbes, Eulalia de Anzizu y Finestrelles. En esta última se construiría un enlace con la línea 3. Las tres estaciones serían:
- Estación de Pedralbes, zona residencial y de equipamientos educativos (ESADE y escuelas).
- Estación de Eulalia de Anzizu, en una zona de equipamientos educativos (Campus Norte de la Universidad Politécnica de Cataluña).
- Estación de Finestrelles-Sant Joan de Déu, en una zona de equipamientos sanitarios (San Juan de Dios) y el barrio residencial de Finestrelles. Conexión con L3.